# 克莱奈
克莱奈（法語：Clénay，法語發音：[klenɛ]）是法国科多尔省的一个市镇，位于该省东部，属于第戎区。

## 地理
克莱奈（47°24'14"N, 5°7'15"E）面积5.61 平方千米，位于法国勃艮第-弗朗什-孔泰大區科多尔省，该省份为法国中东部省份，北起奥布省，西接涅夫勒省和约讷省，南至索恩-卢瓦尔省，东南接汝拉省，东临上索恩省，东北部与上马恩省接壤。
与克莱奈接壤的市镇（或旧市镇、城区）包括：弗拉塞、布勒蒂尼、圣于连、马尔萨奈勒布瓦、诺尔日城。

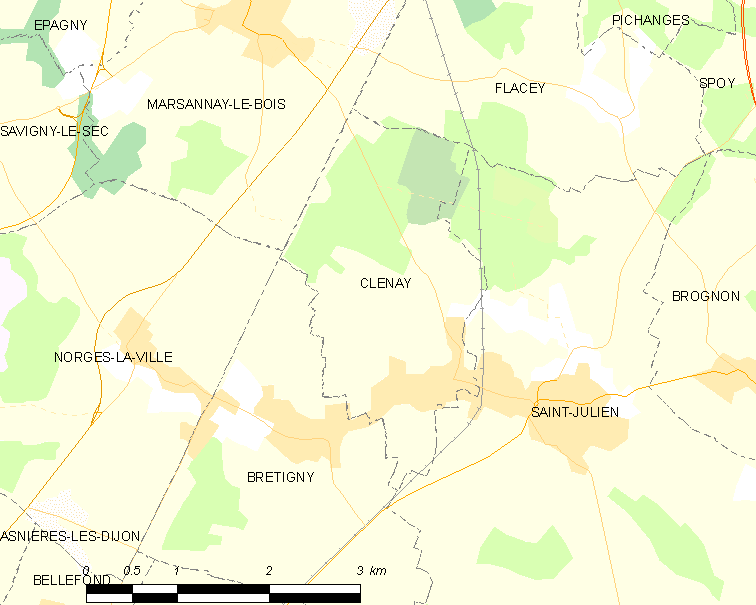
克莱奈的OSM定位图

克莱奈的时区为UTC+01:00、UTC+02:00（夏令时）。

## 行政
克莱奈的邮政编码为21490，INSEE市镇编码为21179。

## 政治
克莱奈所属的省级选区为方丹莱第戎县。

## 人口

1962-2008年间克莱奈人口变化图示

克莱奈于2022年1月1日时的人口数量为904人。